# ジャパンエキスプレス (横浜)
株式会社ジャパンエキスプレスは、かつて存在した商船三井グループの総合物流会社。神戸の株式会社ジャパンエキスプレスとは、商船三井グループではあるが別会社。通称は社名の後ろに（横浜）（神戸）と付けて区別している。

## 概要
- 企業名　株式会社ジャパンエキスプレス
- 沿革
  - 1927年（昭和2年）12月　株式会社ニューヨコハマエキスプレス　設立　
  - 1946年（昭和21年）　株式会社　ジャパンエキスプレス　となる
  - 2007年（平成19年）　創立80周年
  - 2016年（平成28年）10月　海外引越事業を商船三井ロジスティクス、それ以外の事業を宇徳に譲渡[2][3]
  - 2017年（平成29年）2月　9日付けで解散
- 代表者　代表取締役社長　松本巌雄
- 資本金　2億3,600万円
- 本社所在地　横浜市中区海岸通1－1